# Водіно (Новосибірська область)
Водіно (рос. Водино) — селище у Баганському районі Новосибірської області Російської Федерації.
Входить до складу муніципального утворення Лозовська сільрада. Населення становить 254 особи (2010).

## Історія
Згідно із законом від 2 червня 2004 року органом місцевого самоврядування є Лозовська сільрада.

## Населення
| 2002 | 2007 | 2010 |
| ---- | ---- | ---- |
| 285  | ↘254 | ↘198 |